# 中华石蝴蝶
中华石蝴蝶（学名：Petrocosmea sinensis），为苦苣苔科石蝴蝶属下的一个种。其种加词“sinensis”意为“中华的”。